# Georg August Schweinfurth
Georg August Schweinfurth, född 29 december 1836 i Riga, död 19 september 1925 i Schöneberg, var en tysk Afrikaresande.
Schweinfurth blev filosofie doktor i Berlin 1862, företog 1863-66 en resa till nordöstra Afrika till Abessiniens gräns och 1868-71, med understöd av Humboldtstiftelsen i Berlin, en ny stor resa till Afrika, särskilt, för att undersöka floran i länderna kring floden Bahr al-Ghazal. Därunder besökte han det förut okända kannibaliska monbuttufolket, upptäckte i dess land Uelefloden och vann säker kännedom om akkafolket; men på återresan förlorade han nästan alla sina anteckningar och samlingar. 
År 1874 undersökte Schweinfurth den stora oasen Kharga i Libyska öknen och företog sedan 1876 från Kairo, där han på kedivens uppmaning slagit sig ned för att bearbeta sina samlingar, åtskilliga strövtåg till de högst litet kända länderna mellan Nilen och Röda havet, till bland annat Arabiska öknen, södra Arabiska halvön och Sokotra och Lyckliga Arabien. 
Åren 1891–1894 besökte Schweinfurth den italienska kolonin Eritrea. Han innehade professors titel och var, i vetenskapligt avseende, en av sin tids främsta Afrikaresande; de av honom gjorda upptäckterna på etnografins, botanikens och geografins område skattades som högst viktiga. Han utgav Im Herzen von Afrika (två band, 1874; översatt till flera språk), Artes africanæ (1875), avbildningar och beskrivningar av de centralafrikanska folkens alster av konstslöjd, och bland hans naturhistoriska arbeten märks Plantæ quædam niloticæ (1862), Beitrag zur Flora Aethiopiens (1867), Reliquiæ kotschyanæ... Pflanzenarten, welche Theodor Kotschy... 1837-39 gesammelt hat (1868), Flora von Ägypten (1887; med Paul Friedrich Ascherson), Sammlung arabisch-äthiopischer Pflanzen (1894) samt en karta över öknen mellan Nilen och Röda havet (10 blad, 1900-02).

Auktorsnamnet Schweinf. kan användas för Georg August Schweinfurth i samband med ett vetenskapligt namn inom botaniken; se Wikipediaartiklar som länkar till auktorsnamnet.